# گره (مهندسی)
سیم مهار در مهندسی سیم یا کابل که کابل مهار یا طناب مهار نیز نامیده می شود، یک کابل کششی است که برای افزودن پایداری به یک سازه مستقل طراحی شده است. آنها معمولا برای دکل های کشتی، دکل های رادیویی، توربین های بادی، تیرهای برق و چادر استفاده می شوند. به یک دکل عمودی باریک که توسط سیم‌های مهار پشتیبانی می‌شود، دکل مهار شده گفته می‌شود. یک انتهای سیم های مهار به سازه متصل است و انتهای دیگر در فاصله ای از دکل یا پایه برج به زمین لنگر می شود.